# Henry Erskine, 3. Lord Cardross
Henry Erskine, 3. Lord Cardross (* 1650; † 21. Mai 1693 in Edinburgh), war ein schottischer Adliger und Politiker.

## Leben
Er war der älteste Sohn des David Erskine, 2. Lord Cardross (1627–1671), aus dessen erster Ehe mit Anne Hope (1625–1653), Tochter des Lord Advocate Sir Thomas Hope, 1. Baronet (of Craighall). Beim Tod seines Vaters erbte er 1671 dessen Adelstitel als 3. Lord Cardross und den damit verbundenen Sitz im schottischen Parlament.
Er war überzeugter Presbyterianer und Covenanter und opponierte energisch gegen die Regierung des Duke of Lauderdale in Schottland. Er wurde deswegen von 1675 bis 1679 im Gefängnis von Edinburgh inhaftiert.
1680 wanderte er nach Carolina in Nordamerika aus und gründete dort bei Charleston eine Plantage. In seiner Abwesenheit wurden 1685 seine Ländereien in Schottland öffentlich zum Verkauf angeboten und vom Earl of Mar für 17 Jahre erworben. Lord Cardross wurde von den Spaniern aus seiner Siedlung in Carolina vertrieben und ging nach Holland. Von dort begleitete er 1688 Wilhelm von Oranien zur Glorious Revolution nach England. Im folgenden Jahr stellte er ein Dragonerregiment auf, mit dem er unter General Hugh Mackay bei der Niederschlagung des Schottischen Aufstands unter dem Viscount of Dundee diente, und zu dessen Colonel er 1699 ernannt wurde. 1689 wurde ein Gesetz verabschiedet, das ihm seine Ländereien zurückgab. Außerdem wurde er in den schottischen Kronrat aufgenommen und erhielt er das Amt des Gouverneurs der Münzanstalt (Governor of the Mint).
Am 3. März 1671 hatte er Catherine Stewart, jüngste Tochter und Coerbin des Sir James Stewart, Gutsherr von Kirkhill in West Lothian, geheiratet. Mit ihr hatte er vier Söhne und drei Töchter:
- David Erskine, 9. Earl of Buchan, 4. Lord Cardross (1672–1745), ⚭ (1) 1697 Frances Fairfax, ⚭ (2) 1743 Isabella Blackett;
- Hon. Charles Erskine († 1763), Advocate, ⚭ Ann Scott;
- Hon. William Erskine († 1739), Deputy Governor von Blackness Castle, ⚭ Margaret Erskine;
- Hon. Thomas Erskine (1691–1731), Advocate, ⚭ 1721 Rachel Libberton;
- Hon. Catherine Erskine, ⚭ (1) Sir William Denholm, ⚭ (2) 1714 Daniel Campbell, MP;
- Hon. Mary Erskine (1690–1733), ⚭ James Nimmo;
- Hon. Anne Erskine (1692–vor 1716), ⚭ Archibald Edmonstone.